# Polypodium sesquipedale
Polypodium sesquipedale là một loài dương xỉ trong họ Polypodiaceae. Loài này được Wall. ex Mett. mô tả khoa học đầu tiên năm 1856.
Danh pháp khoa học của loài này chưa được làm sáng tỏ. 